# Shorea materialis
Shorea materialis är en tvåhjärtbladig växtart som beskrevs av Ridley. Shorea materialis ingår i släktet Shorea och familjen Dipterocarpaceae. Inga underarter finns listade i Catalogue of Life.